# Psychoda rujumensis
Psychoda rujumensis és una espècie d'insecte dípter pertanyent a la família dels psicòdids que es troba al Iemen.